# 2010년 시카고 영화 비평가 협회상
제23회 시카고 비평가 협회상은 2010년 12월 20일에 열린 시상식이다.

## 수상 및 후보

### 작품상
- 소셜 네트워크 - 데이빗 핀처 수상
- 블랙 스완 - 대런 아로노프스키
- 인셉션 - 크리스토퍼 놀란
- 킹스 스피치 - 톰 후퍼
- 윈터스 본 - 데브라 그래닉

### 감독상
- 소셜 네트워크 - 데이빗 핀처 수상
- 블랙 스완 - 대런 아로노프스키
- 윈터스 본 - 데브라 그래닉
- 킹스 스피치 - 톰 후퍼
- 인셉션 - 크리스토퍼 놀란

### 남우주연상
- 킹스 스피치 - 콜린 퍼스 수상
- 트루 그릿 - 제프 브리지스
- 소셜 네트워크 - 제시 아이젠버그
- 127 시간 - 제임스 프랭코
- 블루 발렌타인 - 라이언 고슬링

### 여우주연상
- 블랙 스완 - 나탈리 포트만 수상
- 에브리바디 올라잇 - 아네트 베닝
- 윈터스 본 - 제니퍼 로렌스
- 어나더 이어 - 레슬리 맨빌
- 블루 발렌타인 - 미셸 윌리엄스

### 남우조연상
- 파이터 - 크리스찬 베일 수상
- 소셜 네트워크 - 앤드류 가필드
- 윈터스 본 - 존 호키스
- 에브리바디 올라잇 - 마크 러팔로
- 킹스 스피치 - 제프리 러쉬

### 여우조연상
- 더 브레이브 - 헤일리 스테인펠드 수상
- 파이터 - 에이미 아담스
- 킹스 스피치 - 헬레나 본햄 카터
- 파이터 - 멜리사 레오
- 애니멀 킹덤 - 재키 위버

### 각본상
- 인셉션 - 크리스토퍼 놀란 수상
- 블랙 스완 - 마크 헤이먼 외 2명
- 포 라이온스 - 제시 암스트롱 외 2명
- 에브리바디 올라잇 - 리사 촐로덴코 외 1명
- 킹스 스피치 - 데이빗 세이들러

### 각색상
- 소셜 네트워크 - 아론 소킨 수상
- 래빗 홀 - 데이빗 린지 어베이르
- 토이 스토리 3 - 마이클 안트
- 트루 그릿 - 조엘 코엔 외 1명
- 윈터스 본 - 데브라 그래닉 외 1명

### 외국어영화상
- 예언자 - 자크 오디아르 수상
- 비우티풀 - 알레한드로 곤잘레스 이냐리투
- 밀레니엄 제1부 - 여자를 증오한 남자들 - 닐스 아르덴 오플레브
- 아이 엠 러브 - 루카 구아다그니노
- 마더 - 봉준호

### 다큐멘터리상
- 엑시트 스루 더 기프트 샵 - 뱅크시 수상
- 인사이드 잡 - 찰스 퍼거슨
- 레스트레포 - 팀 헤더링톤 외 1명
- 더 탤맨 스토리 - 아미르 바-레브
- 웨이팅 포 슈퍼맨 - 데이비스 구겐하임

### 애니메이션상
- 토이 스토리 3 - 리 언크리치 수상
- 슈퍼배드 - 피에르 꼬팽 외 1명
- 일루저니스트 - 실뱅 쇼메
- 드래곤 길들이기 - 딘 데블로이스 외 1명
- 라푼젤 - 네이슨 그레노

### 촬영상
- 인셉션 - 월리 피스터 수상
- 블랙 스완 - 매튜 리바티크
- 셔터 아일랜드 - 로버트 리처드슨
- 소셜 네트워크 - 제프 크로넨웨스
- 트루 그릿 - 로저 디킨스

### 음악상
- 블랙 스완 - 클린트 멘셀 수상
- 아이 엠 러브 - John Adams
- 인셉션 - 한스 짐머
- 소셜 네트워크 - 트렌트 리즈너 외 1명
- 트루 그릿 - 카터 버웰

### 유망연출상
- 블루 발렌타인 - 데릭 시엔프랜스 수상
- 엑시트 스루 더 기프트 샵 - 뱅크시
- 애니멀 킹덤 - 데이비드 미쇼
- 겟 로우 - 아론 슈나이더
- 컴파니 멘 - 존 웰스

### 유망연기상
- 윈터스 본 - 제니퍼 로렌스 수상
- 소셜 네트워크 - 아미 해머
- 트루 그릿 - Hailee Steinfeld
- 예언자 - 타하르 라힘
- 피쉬 탱크 - Katie Jarvis